# Zaops ostreum
Zaops ostreum är en kräftdjursart som först beskrevs av Thomas Say 1817.  Zaops ostreum ingår i släktet Zaops och familjen Pinnotheridae. Inga underarter finns listade i Catalogue of Life.

## Bildgalleri

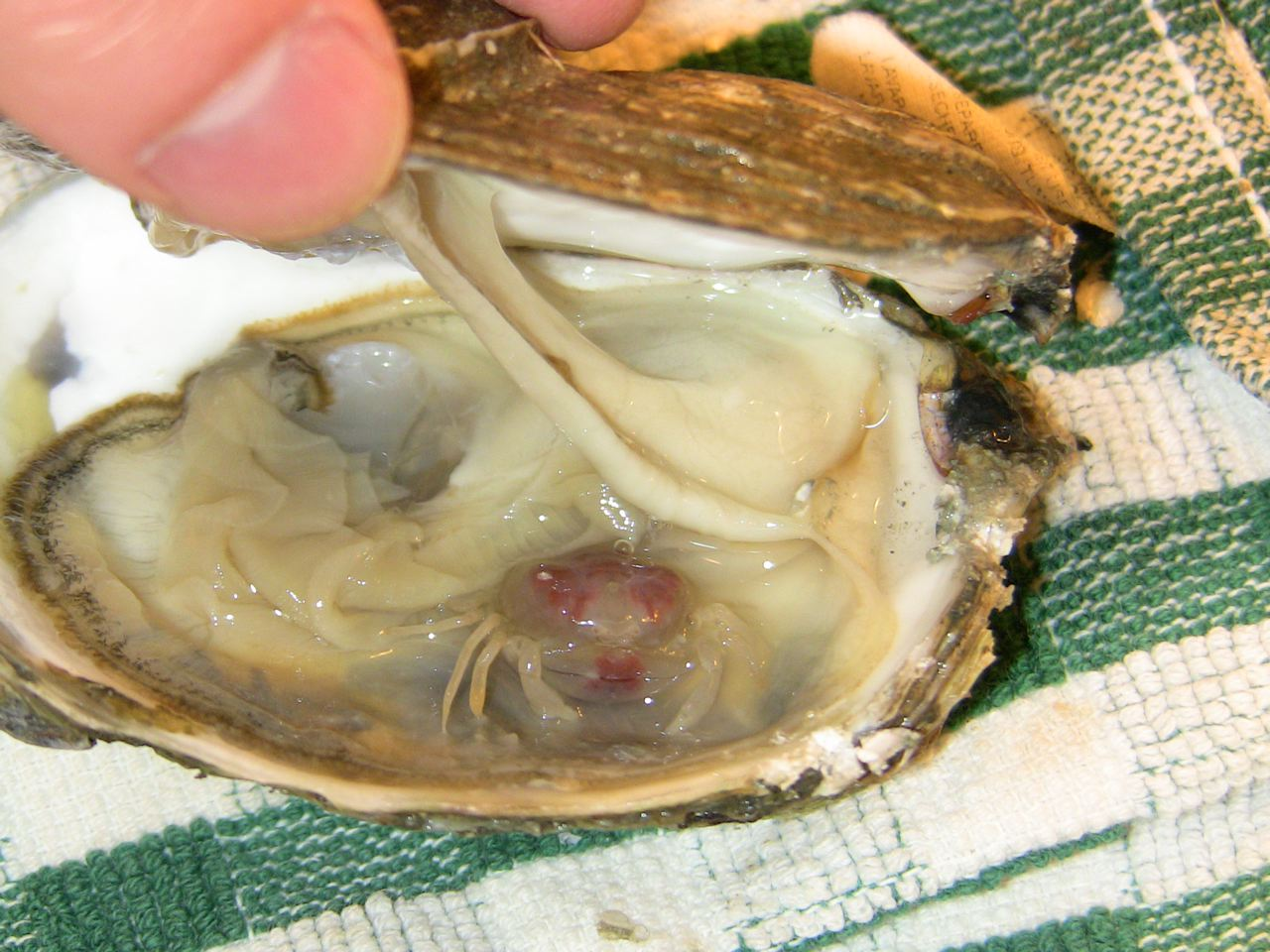
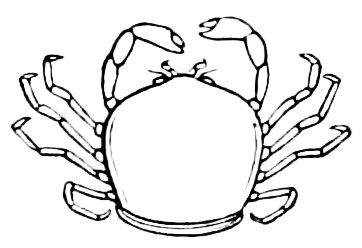